# Xavier Cortés Rocha
Xavier Cortés Rocha (Tampico, Tamaulipas, 24 de febrero de 1943) es un destacado arquitecto mexicano, fue director de la Facultad de Arquitectura Secretario general y rector interno de la Universidad Nacional Autónoma de México.
Realizó sus estudios en la Escuela Nacional de Arquitectura de donde obtuvo el título de arquitecto y posteriormente el grado de maestro en urbanismo y de doctor en arquitectura, después de haber realizado estudios de posgrado en la División de Estudios Superiores de la Facultad de Arquitectura. Además, cursó estudios de posgrado en el Instituto de Urbanismo de la Universidad de París.
Ha sido profesor de la Facultad de Arquitectura desde 1968, impartiendo diversas asignaturas. De enero de 1997 a febrero de 2000, fue secretario general de la UNAM y, tras la renuncia del rector Francisco Barnés de Castro en noviembre de 1999, se desempeñó como rector interino mientras la Junta de Gobierno designaba a su sucesor.
Entre 2001 y 2009 ocupó el cargo de director de Sitios y Monumentos del Patrimonio Cultural del Consejo Nacional para la Cultura y las Artes y presidió la Academia Nacional de Arquitectura.
En 2007 publicó el libro "El clasicismo en la arquitectura mexicana 1524-1784" editado por la Universidad Nacional Autónoma de México, Facultad de Arquitectura y Miguel Ángel Porrúa, librero-editor.
Es profesor emérito de la Facultad de Arquitectura de la UNAM.